# Hildor Arnold Barton
Hildor Arnold Barton (Califórnia, 30 de novembro de 1929 — Estocolmo, 28 de setembro de 2016) foi um historiador americano e uma autoridade nacional em história escandinava, especialmente a história da Suécia, e dos suecos e escandinavos na América do Norte.
Hildor Arnold Barton recebeu seu diploma de bacharelado no Pomona College e seu doutorado na Universidade de Princeton, Hildor Barton ensinou história na Universidade de Alberta, no Canadá (1960—1963) e na Universidade da Califórnra (1963—1970). Ele lecionou na Southern Illinois University, em Carbondale, onde se tornou professor em 1975 e de onde se aposentou em 1996 como professor emérito de história.

## Biografia
Hildor Arnold Barton é de descendência sueca e nasceu em Los Angeles, Califórnia, em 1929, filho de Sven Hildor (1892–1972) e Margueriteerite Anna Lemke (1901–1983). Seu avô paterno nasceu na paróquia de Djursdala, Kalmar, na Suécia e emigrou para a América em 1867, Sua avó paterna nasceu na paróquia de Bollnäs, e emigrou para a América em 1889. Sua mãe era sobrinha de Harry Edward Arnhold.[carece de fontes?]

## Carreira
Hildor Arnold Barton recebeu seu diploma de bacharelado no Pomona College e seu doutorado na Universidade de Princeton, Hildor Barton ensinou história na Universidade de Alberta, no Canadá (1960—1963) e na Universidade da Califórnra (1963—1970). Ele lecionou na Southern Illinois University, em Carbondale, onde se tornou professor em 1975 e de onde se aposentou em 1996 como professor emérito de história, depois de se aposentar, ele se mudou para a Suécia.
Sua pesquisa e escrita cobrem um amplo registro, incluindo a Escandinávia na era da era revolucionária-napoleônica francesa, as relações entre suecos e sueco-americanos, e a união norueguesa-sueca de 1814-1905. Hildor atuou nos conselhos da Sociedade Histórica Sueco-Americana e do Swenson Swedish Immigration Research Center.
Entre 1974 e 1990, Hildor atuou como editor do Swedish-American Historical Quarterly.

## Honrarias
Em 1985, o Professor Hildor Arnold Barton recebeu a Medalha Charlotta em reconhecimento às suas contribuições para o Instituto Sueco do Emigrante em Växjö, em Småland, Suécia, Hildor foi nomeado "Sueco-Americano do Ano" em 1988 pelo Ministério Real das Relações Exteriores da Suécia e pelas duas lojas distritais suecas da Ordem Vasa da América. Em 1989, ele recebeu um doutorado honorário da Universidade de Uppsala , na Suécia. Em 2000, ele foi nomeado Cavaleiro-Comandante da Ordem Real Sueca da Estrela Polar pelo Rei Carl XVI Gustaf da Suécia. Em 2012, ele recebeu o prêmio de Grande Realização do Conselho Sueco da América.